# Инопаш
Инопаш — ручей в России, левый (последний) приток Шексны, протекает в Рыбинском районе Ярославской области. Длина водотока 22 км, площадь водосбора 61,8 км².

## Течение
Исток реки находится в лесной, болотистой местности, между городом Рыбинск и селом Арефино в междуречье Волги и Ухры. В расположенном к востоку от деревни Большие Мхи болоте берут начало несколько малых рек, некоторые направляются к Ухре, другие к Волге. Конкретный исток реки указать затруднительно, так как болото пересекается сетью мелиоративных канав, в которых и начинаются указанные реки.
Река течёт в основном на запад. Первая половина русла реки проходит в лесном массиве, в неё впадают несколько притоков, наиболее крупный левый приток — Сосновка, имеющий аналогичное происхождение. После впадения Сосновки река выходит на открытую местность, протекая через близко расположенные населённые пункты Филиппово, Шишкино, Инопажь, посёлок и деревню Строселье. В Староселье расположен аэропорт, дорога к нему имеет мост через Инопаш. Далее река пересекает автомобильную дорогу Рыбинск — Пошехонье Р104 и протекает по северной окраине города Рыбинска, где расположены садовые товарищества. Русло реки здесь находится практически под плотиной Рыбинской ГЭС, которая в этом месте перекрывает русло реки Шексна.
Выше плотины Шексна и Волга сливаются, образуя Рыбинское водохранилище, поэтому считается, что Шексна впадает в Рыбинское водохранилище в городе Череповце. Однако в Рыбинске сохранился двухкилометровый отрезок русла Шексны, от плотины до старого устья, и именно здесь Инопаш впадает в Шексну, примерно в 500 м ниже плотины и на 1,5 км выше устья Шексны. По данным водного реестра это 2721 км от устья по левому берегу Волги.

## Название
Название реки имеет не славянское происхождение. М. Фасмер считал происхождение марийским, А. Альквист, возражает ему, доказывая балтийско-финско-мордовское происхождение.

## История
Земли по Инопаши, упоминаются как владения Московских князей уже в Духовной Грамоте царя Ивана III, написанного в 1504 г.: «Благославляю сына своего Василия … да Инопажь и с сельцом и с езом, что на Волзе под Рыбною слободою, напротив Инопажа и сельца». Земли по реке Инопаш упоминаются в подтвердительной грамоте от 1623 года царя Михаила Феодоровича на право владения Богоявленского Островского монастыря

## Данные водного реестра
По данным государственного водного реестра России относится к Верхневолжскому бассейновому округу, водохозяйственный участок реки — Волга от Рыбинского гидроузла до города Кострома, без реки Кострома от истока до водомерного поста у деревни Исады, речной подбассейн реки — Волга ниже Рыбинского водохранилища до впадения Оки. Речной бассейн реки — (Верхняя) Волга до Куйбышевского водохранилища (без бассейна Оки).
Код объекта в государственном водном реестре — 08010300212210000010320.